# Долгово (Пензенская область)
Долгово — село в составе Раевского сельсовета Земетчинского района Пензенской области России.

## География
Расположено в верховьях речки Кобелек (приток Раевки) в 20 км к юго-западу от райцентра посёлка Земетчино, в 2 км от железнодорожной станция Дашково на линии Пенза – Ряжск. 

## История
Перед отменой крепостного права с. Богоявленское, д. Табаковка и д. Нарышкина составляло имение графа Воронцова-Дашкова, в них 1822 ревизских души крестьян, 620 тягол на барщине, 20 тягол на оброке (наделенные 12 десятинами на тягло, они платили в год по 42 рубля 85 коп. с тягла), у крестьян 429 дворов на 460 десятинах усадебной земли (с конопляниками), 3960 дес. пашни (барщинные наделялись по 6 дес. на тягло), 500 дес. сенокоса, у помещика 6105 дес. удобной земли, в том числе леса и кустарника 1367 дес., сверх того 323 дес. неудобной земли (Приложение к Трудам, т.3, Морш. у., №2). В 1862 и 1877 гг. – 377/468 дворов, кирпичный завод, 2 маслобойки (конопляное масло), школа, лавка, базар, ярмарка, больница. После реформы 1861 г. село являлось волостным центром Моршанского уезда Тамбовской губернии; школа, лавка, базар, ярмарка. В 4 верстах экономия И.И. Воронцова-Дашкова «Сафониха» с винокуренным заводом. В 1881 г. у крестьян села на 533 двора имелось 4406 десятин надельной земли, 740 дес. брали в аренду, насчитывалось 879 рабочих лошади, 403 коровы, 2252 овцы, 683 свиньи, в 40 дворах занимались пчеловодством (375 ульев), 88 садов (3164 дерева); 120 грамотных мужчин и 17 женщин, 67 учащихся мальчиков и 2 девочки. В 1910 г. – больница, 2 школы, базар; призывной участок на 11 волостей (в связи с близким расположением железнодорожной станции). В 1913 г. в селе экономия графа Воронцова-Дашкова, базар, ярмарка, кредитное товарищество, казенная винная лавка, земская больница, земская школа, церковноприходская школа. В начале XX в. развивалось свеклосеяние для местных сахарных заводов.
С 1928 года село являлось центром Богоявленского сельсовета Земетчинского района Тамбовского округа Центрально-Чернозёмной области (с 1939 года — в составе Пензенской области). В 1923 г. – товарищество свеклосевов и потребительское общество «Богоявленское». В 1934 г. – центр сельсовета, 816 дворов, центральная усадьба колхозов «Культура», «Начало», «Красная Заря», «Рассвет», «Пятилетка». В 1955 г. – центр Богоявленского сельсовета, центральная усадьба колхоза имени Калинина. В 1963 году Указом Президиума ВС РСФСР село Богоявленское переименовано в Долгово. В 1980-е гг. – село в составе Раевского сельсовета, центральная усадьба совхоза «Долговский».
До 2014 года в селе действовала средняя общеобразовательная школа.

## Население
| 1862  | 1877  | 1881  | 1897  | 1913  | 1923  | 1926  |
| ----- | ----- | ----- | ----- | ----- | ----- | ----- |
| 2737  | ↗3018 | ↗3681 | ↘3317 | ↗3809 | ↗3894 | ↘3592 |
| 1934  | 1959  | 1970  | 1979  | 1989  | 1996  | 2002  |
| ↗4212 | ↘1920 | ↘1132 | ↘775  | ↘589  | ↘526  | ↘470  |
| 2010  |       |       |       |       |       |       |
| ↘267  |       |       |       |       |       |       |

## Известные люди
Село переименовано в честь уроженца села, испытателя авиационных и космических спасательных средств, Героя Советского Союза Петра Ивановича Долгова (1920—1962), погибшего при испытании новых систем спасательных средств.
В селе родилась, провела детство и юность Александра Васильевна Чебаненко (март 1917 — сентябрь 2022), в феврале 2022 года вошедшая в книгу рекордов России как старейший здравствующий участник Великой Отечественной войны.
- Обухов, Алексей Иванович  (род. в 1939 году) — бригадир горнорабочих очистного забоя шахты «Анадырская» производственного объединения «Северовостокуголь» Министерства угольной промышленности СССР, Чукотский автономный округ Магаданской области. Герой Социалистического Труда (29.04.1986)[8].